# Свойчани
Свойчани (пол. Swojczany) — село в Польщі, у гміні Харшниця Меховського повіту Малопольського воєводства.
Населення — 860 осіб (2011).
У 1975—1998 роках село належало до Келецького воєводства.

## Демографія
Демографічна структура станом на 31 березня 2011 року:
|          | Загалом | Допрацездатний вік | Працездатний вік | Постпрацездатний вік |
| -------- | ------- | ------------------ | ---------------- | -------------------- |
| Чоловіки | 439     | 87                 | 300              | 52                   |
| Жінки    | 421     | 70                 | 235              | 116                  |
| Разом    | 860     | 157                | 535              | 168                  |